# Birkach (Stuttgart)
Koordinaten: 48° 43′ N, 9° 12′ O
Birkach ist ein Stadtbezirk im Süden von Stuttgart, auf der Filderebene nahe dem Schloss Hohenheim.

## Verwaltungsgeschichte

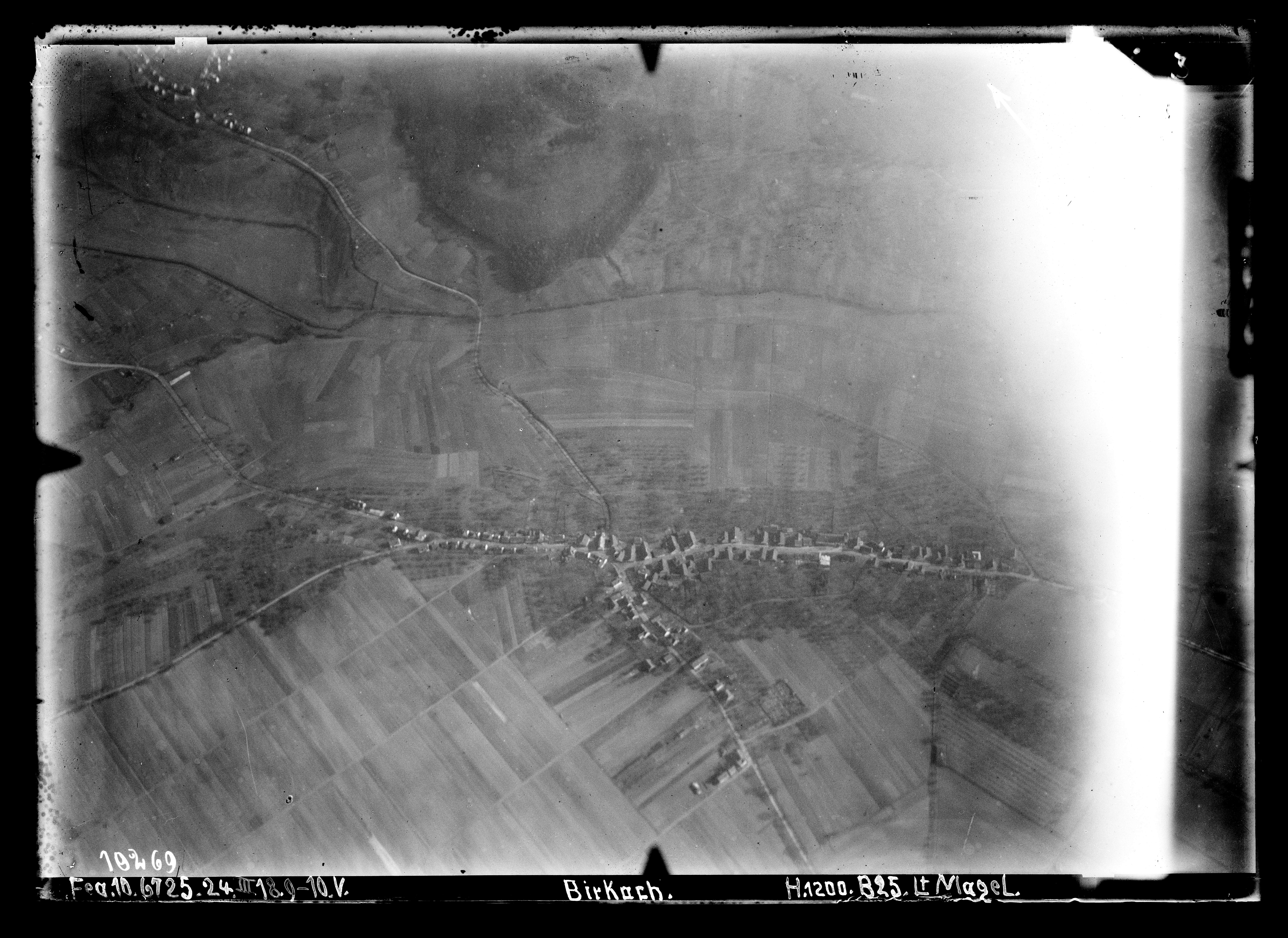
Luftbild von Birkach, März 1918

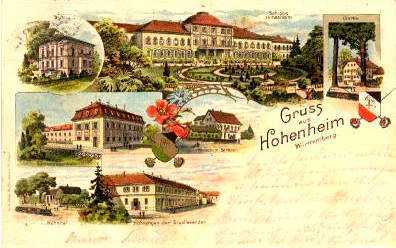
Schloss Hohenheim um 1899

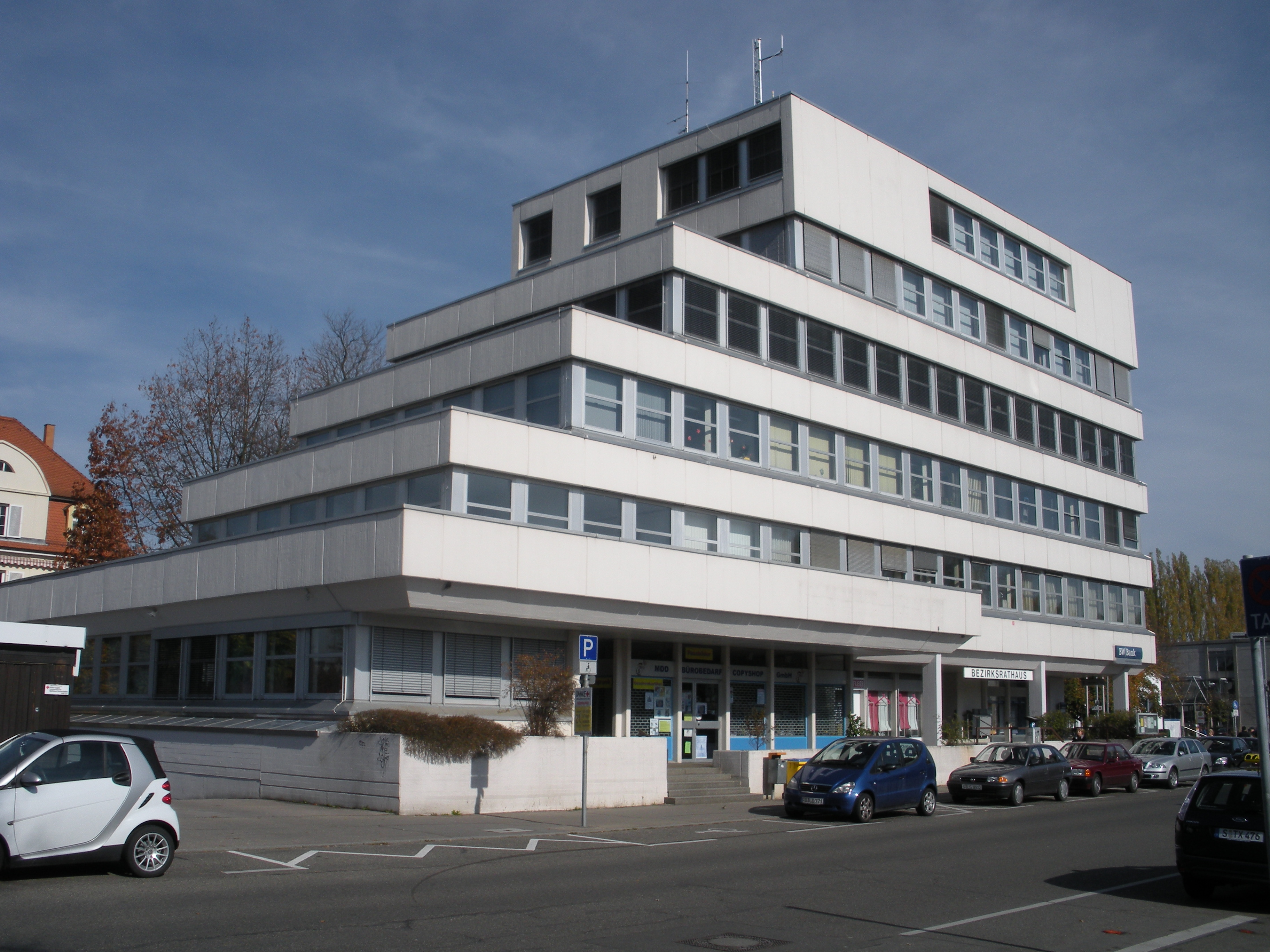
Bezirksrathaus Plieningen

Birkach wurde am 1. April 1942 nach Stuttgart eingemeindet und dann als Stadtteil geführt. Bei der Einteilung der Stadt Stuttgart in Stadtbezirke im Jahre 1956 wurde Birkach mit dem seit 1900 entstandenen und nach einem Flurnamen bezeichneten Stadtteil Schönberg (1956/57 erweitert) zum Stadtbezirk Birkach vereinigt, der jedoch mit dem benachbarten Stadtbezirk Plieningen in Personalunion verwaltet wird. Beide Stadtbezirke haben auch ein gemeinsames Bezirksrathaus in Plieningen.
Bei der Neugliederung der Stuttgarter Stadtteile zum 1. Januar 2001 wurde der Stadtteil Birkach in die beiden Stadtteile Birkach-Nord und Birkach-Süd aufgeteilt. Mit Schönberg besteht der Stadtbezirk Birkach seither aus drei Stadtteilen.

## Verkehr

### Öffentlicher Verkehr
Der Stadtteil Birkach ist mit den Buslinien 65 (Uhlbach –) Obertürkheim – Heumaden – Plieningen, 70 Hoffeld – Ruhbank – (Schönberg –) Plieningen, 71 Degerloch – Asemwald – Schönberg, 74 Degerloch – Bernhausen – Nürtingen und 76 Degerloch – Bernhausen – Stetten in den Stuttgarter Nahverkehr angeschlossen.

### Radverkehr
Durch Birkach verläuft die Hauptradroute (HRR) 3 der Stadt Stuttgart. Sie verbindet Birkach über Degerloch (Waldau) und Stuttgart-Süd (Bopser) mit Stuttgart-Mitte und in der anderen Richtung mit Plieningen. Sie verläuft in Birkach auf der Birkheckenstraße und der Alten Dorfstraße. In Schönberg zweigt davon die HRR 44 Richtung Degerloch Mitte ab, die aber noch nicht vollständig beschildert ist.
Für die Zukunft ist eine Radschnellverbindung vom Stadtzentrum über die Ruhbank nach Plieningen vorgesehen, die am Rande des Stadtbezirks verlaufen soll.
Zudem besteht für den Freizeitverkehr die Rundstrecke Radel-Thon. Sie führt von Steckfeld kommend um Asemwald herum, streift Birkach und führt durch Schönberg weiter Richtung Sillenbuch.

## Politik
- CDU: 3
- Grüne: 2
- SPD: 1
- AfD: 1
- FW: 1
- FDP: 1

Die Ergebnisse der Gemeinderatswahlen in den Stadtbezirken sind maßgebend für die Anzahl der Sitze der Parteien in den Bezirksbeiräten. Die letzte Kommunalwahl 2024 ergab die in der nebenstehenden Grafik abgebildeten Stimmenanteile und die nebenstehende Verteilung der neun Sitze des Bezirksbeirats.

### Wappen
| Wappen von Birkach | Blasonierung: „In gespaltenem Schild vorne in Gold drei liegende schwarze Hirschstangen übereinander, hinten in Silber auf grünem Boden eine natürliche Birke.“                             |
| Wappen von Birkach | Das älteste Siegel von Birkach ist seit 1820 bekannt. Das Siegel zeigt bereits das obige Wappen, das eine Kombination aus dem württembergischen Wappen und der Kantbirke (Birke) darstellt. |

## Kultur und Sehenswürdigkeiten

Franziska von Hohenheim
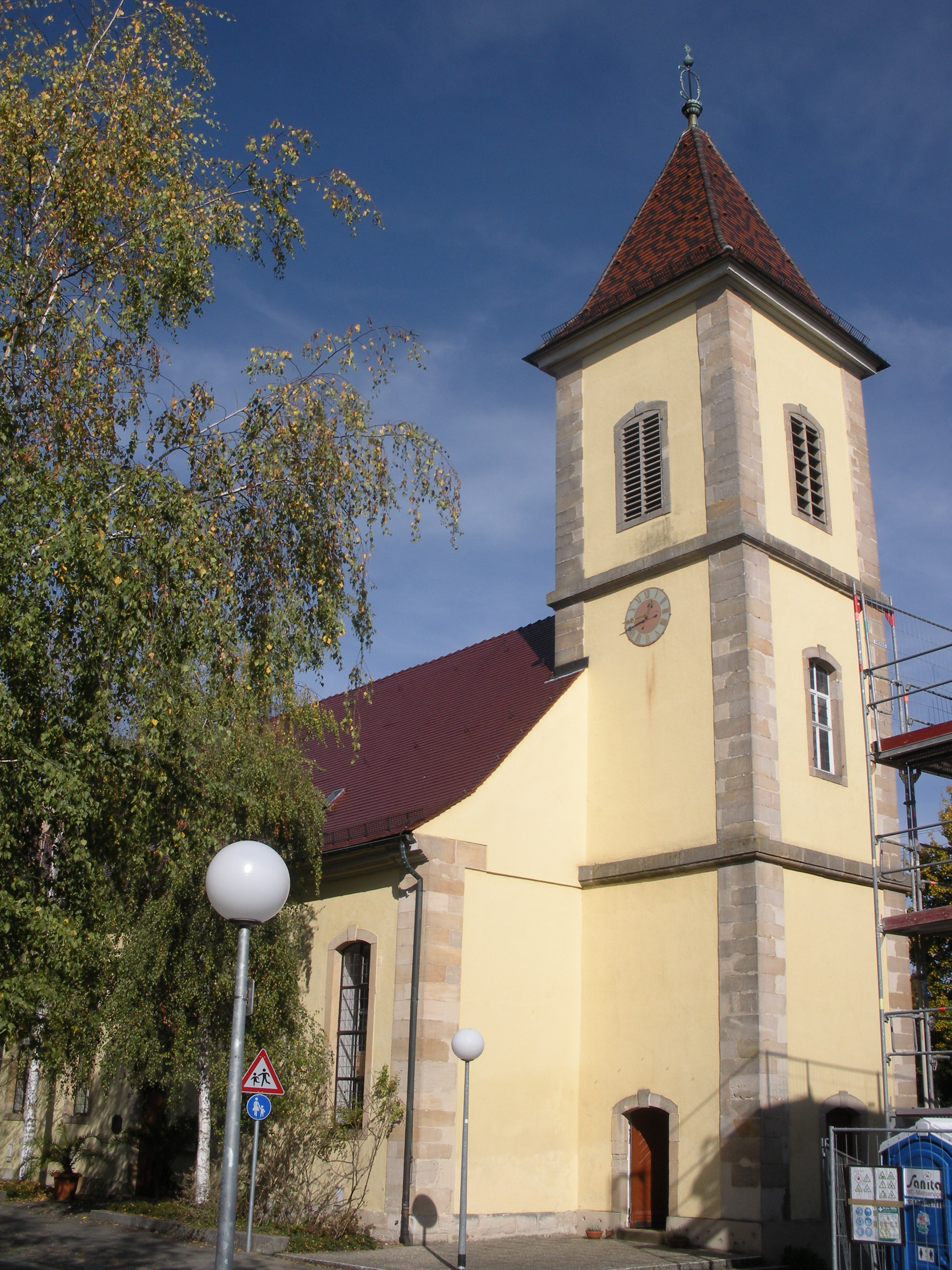
Evang. Franziska-Kirche
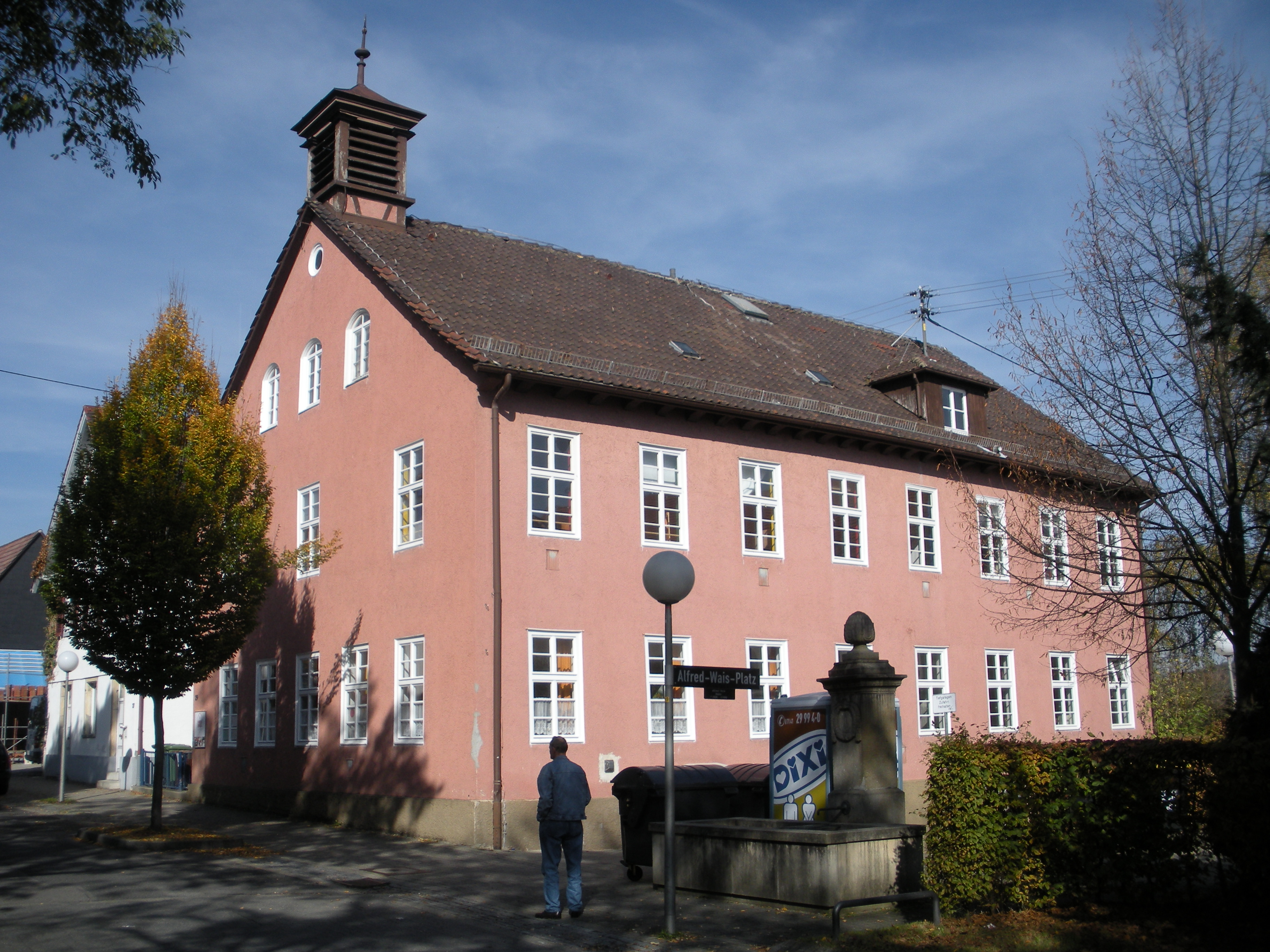
Alte Schule
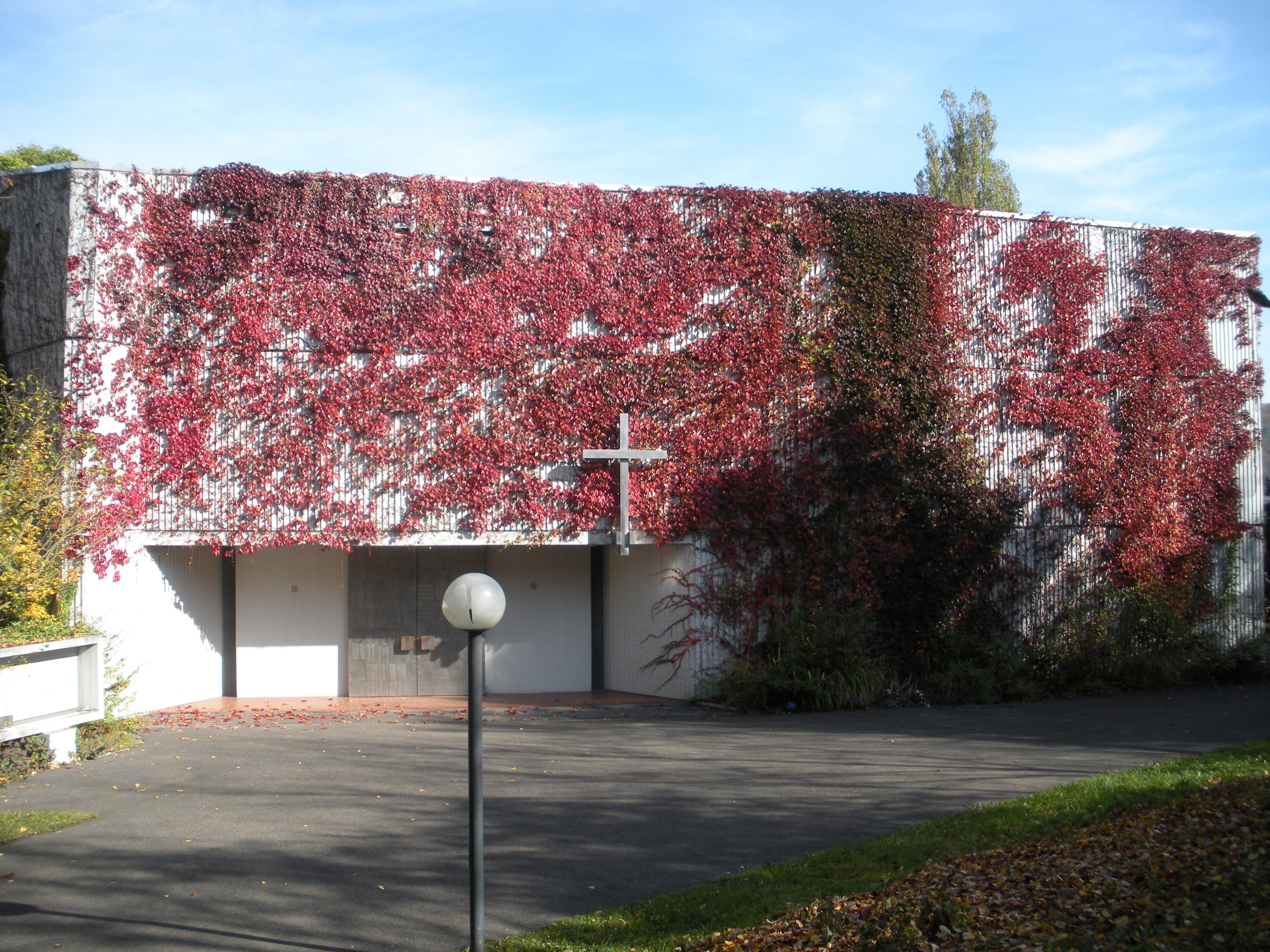
Ehem. kath. Kirche St. Vinzenz Pallotti (2008)

- Evangelische Franziska-Kirche. Sie wurde 1780 im Auftrag Herzogs Carl Eugen von Württemberg für Franziska von Hohenheim erbaut.
- Katholische Kirche St. Vinzenz Pallotti. Die 1966 erbaute Kirche wurde am 15. Oktober 2017 profaniert und 2018 abgerissen, auf ihrem Grundstück sind Wohngebäude errichtet worden.[4]

## Söhne und Töchter Birkachs
- Alfred Wais (1905–1988), deutscher Maler
- Ernst Haar (1925–2004), Mitglied des Deutschen Bundestags (SPD)
- Franziska Harsch (* 1997), Profi-Fußballerin

## Sonstiges
- Filderpark Naturpark, der südlich von Stuttgart auf den Fildern entsteht